# Гимнастика на летних юношеских Олимпийских играх 2010
На летних юношеских Олимпийских играх 2010 в Сингапуре проходило три вида гимнастических состязаний:
- Прыжки на батуте на летних юношеских Олимпийских играх 2010
- Спортивная гимнастика на летних юношеских Олимпийских играх 2010
- Художественная гимнастика на летних юношеских Олимпийских играх 2010